# Vladivojna La Chia
Vladivojna La Chia (vlastním jménem Klára Kozielová; * 3. července 1983 Ostrava) je česká zpěvačka, textařka, hudební skladatelka a výtvarnice.

## Biografie
Vladivojna dosud vydala 14 alb vycházejících z tak odlišných stylů jako je alternativní pop, elektronika, rock, metal, folk a klasická hudba. Album Tajemství Lotopu (2009) získalo ceny Tais Awards za album a píseň roku a stalo se také top albem měsíce v kultovním berlínském obchodě s hudbou Dussmann das KulturKaufhaus. Zatím poslední album a zároveň historicky první LP Hrdinům naší doby vydala v roce 2020. Album uzavírá Vladivojnin pětiletý vztah s literární tvorbou ruské básnířky a novinářky Anny Barkovové, které je také věnován speciální recitál 8 hlav šílenství.
V roce 2021 vydala nové album Tam v hluboké tmě tepe a září. Šestistopé album vydala Vladivojna opět pod svou značkou v distribuci Supraphonu 23. září 2021 v limitované edici 200 kusů. 
Kromě produkce svých studivých projektů se věnuje i komponování filmové a divadelní hudby. V roce 2011 byla nominována na Českého lva a Cenu české filmové kritiky za hudbu k filmu Nevinnost (režie: Jan Hřebejk), v roce 2017 pak získala nominaci na Českého lva za nejlepší hudbu k filmu 8 hlav šílenství (režie: Marta Nováková). Je také autorkou hudby k seriálu HBO Až po uši (režie: Jan Hřebejk). Na Českém rozhlase Vltava má svůj pravidelný komponovaný pořad Rádio Dada.
Vladivojna vystupuje sólově, v duu, triu nebo s kompletním 4Triem (Terezie Vodička Kovalová, Luboš Pavlík, Petr Uvira). V minulosti předskakovala před Marilyn Mansonem, kapelou Scorpions, Lacem Déczim či Richardem Müllerem. S finskou kapelou Waltari odehrála celé turné.

### Osobní život
Žije s partnerkou, dne 10. 12. 2021 se jí narodila dcera Žofie.

## Diskografie

### Banana
- 2003 Banana (album)
- 2004 Trip (album)

### Vladivojna La Chia & Banana
- 2006 Jungle (album)

### Vladivojna La Chia
- 2009 Tajemství Lotopu (album)
- 2011 Bohémy (album)
- 2011 Nevinnost (soundtrack k filmu)
- 2013 Šraf (album)
- 2013 Musica Scenica vol. 1. (album se scénickou – divadelní hudbou)
- 2014 Tajemství (s)prostěradel
- 2014 Až po uši (soundtrack k seriálu HBO)
- 2015 Vladivojsko - Hořící hlavy
- 2017 8 hlav šílenství (písničkový soundtrack)
- 2020 Hrdinům naší doby (LP)

### Vladivojsko
- 2015 Hořící hlavy (album)

### Výtvarné umění a výstavy
Vladivojna vystudovala volnou a užitou grafiku na SUŠ Ostrava a diplomovala v intermediálním ateliéru Doc. Petra Lysáčka na Ostravské Univerzitě. Má za sebou řadu samostatných výstav:
Samostatné výstavy
2017 Série výstav v rámci projektu Vojna in the Kittchen (komiksy, akvarely, kresby)
2014 Akvarely - Městská knihovna, Most 2013 Nová scéna - Frýdek Místek - Bohémské akvarely
2012 Pusinky, kresby, akvarely a malby, Městská knihovna, Most
2011 Vysoké podpatky, galerie Uffo, Trutnov
2010 Vysoké podpatky, Hotel Icon, Praha
2009 Box, Galerie Beseda, Ostrava 2009 Kresby, kavárna Erra, Praha
2007 Zimní krajiny a komiksy, Galerie Senzor, Praha
2006 Obrazy, kresby, komiksy a fotografie, Galerie 7 Nebe, Brno
2005 Dívka, divadlo Husa na provázku, Brno
2005 Hory, hotel Hilton, Praha (u příležitosti předávání hudebních cen Anděl)
2005 Kunhuta Hettenberger, obrazy, kresby, grafiky, Galerie Zdravé město, Slezská univerzita Karviná
2005 Kunhuta Hettenberger, Galerie 761, Ostrava
Společné výstavy
2009 Ucho za oko, Praha NoD (Roxy)
2008 Art For Life, Praha, galerie La Courte
2008 Obrazy, Galerie The Chemistry, Praha
2007 Bohnice, Psychiatrická léčebna Bohnice, Praha
2001 Nášlap, Antikvariát Černý pavouk, Ostrava